# Nancy Barzin
Nancy Barzin, née le 11 juillet 1971, est une joueuse de pétanque belge.

## Biographie
Elle est droitière et se positionne en tireuse ou milieu. Elle a commencé la pétanque à l'âge de 14 ans au Royal Pétanque Club Saint-Servais. Dans sa carrière, elle a notamment remporté le titre de championne du monde triplette (2000) à Hyères. Elle a également gagné les championnats d'Europe en triplettes féminins (2024), où elle représentait la Belgique, ce championnat se déroulait à Santa Susanna en Espagne. 

## Clubs
- ?-? :  Royal PC Saint-Servais (Belgique)
- ?-? :  Sainte-Anne (Belgique)
- ?-? :  La Ronde Pétanque Metz (France)

## Palmarès
Source

### Championnats du Monde
Championne du Monde
- Triplette 2000 (avec Fabienne Berdoyes, Linda Goblet et Henriette Odenna) :  Équipe de Belgique[3]

Finaliste
- Doublette 2017 (avec Camille Max) :  Équipe de Belgique[4]

Troisième
- Triplette 1998 (avec Fabienne Berdoyes, Linda Goblet et Claude Herin) :  Équipe de Belgique[5]

### Jeux mondiaux
Vainqueur
- Doublette 2001 (avec Linda Goblet) :  Équipe de Belgique[6]

### Championnats d'Europe
Troisième
- Triplette 2005 (avec Paulette Doore, Linda Goblet et Oscarine Stevens) :  Équipe de Belgique

Vainqueur
- Triplette 2024 ( avec Camille Max, Madison Vleminckx et Jessica Meskens): Équipe de Belgique

### Coupe d'Europe des Clubs
Vainqueur
- 2012 (avec Chantal Salaris, Anthony Benacquista, Frédéric Machnik, Jean-Francois Hémon, Jordane Sala, Stéphane Le Bourgeois, Charles Weibel, Christophe Lac et David Le Dantec (coach) : La Ronde Pétanque de Metz
- 2013 (avec Chantal Salaris, David Le Dantec, Damien Hureau, Frédéric Machnik, Jean-Francois Hémon, André Lozano, Charles Weibel et Jordane Sala (coach) : La Ronde Pétanque de Metz

### Championnats de France
Finaliste
- Doublette mixte 2010 (avec Charles Weibel)[7]

### Coupe de France des clubs
Vainqueur
- 2012 (avec Chantal Salaris, Anthony Benacquista, Frédéric Machnik, Jean-Francois Hémon, Jordane Sala, Stéphane Le Bourgeois, Charles Weibel, Michel Van Campenhout et David Le Dantec (coach) : La Ronde Pétanque de Metz
- 2013 (avec Chantal Salaris, David Le Dantec, Damien Hureau, Frédéric Machnik, Anthony Benacquista, Jean-Francois Hémon, André Lozano, Charles Weibel, Michel Van Campenhout et Jordane Sala (coach) : La Ronde Pétanque de Metz
- 2014 (avec Chantal Salaris, David Le Dantec, Damien Hureau, Frédéric Machnik, Michel Van Campenhout, Fabrice Riehl, Stéphane Le Bourgeois, André Lozano, Charles Weibel et Jordane Sala (coach) : La Ronde Pétanque de Metz
- 2015 : La Ronde Pétanque de Metz
- 2016 (avec Camille Max, David Le Dantec, Fabrice Riehl, Frédéric Machnik, Jean-Francois Hémon, Vincent d'Urso, André Lozano, Charles Weibel et Jordane Sala (coach) : La Ronde Pétanque de Metz

### Championnats de Belgique
Championne de Belgique
- Triplette 1989
- Triplette 1996
- Triplette 1997
- Triplette 1998
- Triplette 1999
- Triplette 2006
- Triplette 2023

Finaliste
- Triplette 2002
- Triplette 2004

### Championnats de Belgique des clubs
- 8 fois Championne de Belgique des clubs avec Saint-Servais

### Autres
- Plusieurs fois championne fédéral en Belgique en doublette
- Divers Nationaux français : 3 fois Sevran, 2 fois Cholet, Dijon, Rosny-sous-Bois et Saint-Brieuc.
- ½ Finaliste TàT et Doublette à Millau